# Sleep Now in the Fire
«Sleep Now in the Fire» es una canción de Rage Against The Machine de su álbum The Battle of Los Angeles, editado en 1999. Fue editada en sencillo en 2000. La temática de la canción gira en torno a temas como la codicia, la conquista de los nativos americanos y la esclavitud en 1800, así como crítica hacia actuaciones del gobierno de los Estados Unidos en periodo de guerra, incluyendo la bomba de Hiroshima y la utilización del agente naranja en la guerra de Vietnam. Al final de la canción, hay un sonido de una radio coreana, que el guitarrista Tom Morello recogió en su amplificador.
El vídeo musical de la canción fue dirigido por Michael Moore y grabado por la banda enfrente de la Bolsa de Nueva York, entre las escenas del vídeo, se muestra una parodia de un famoso programa de televisión (¿Quién quiere ser millonario?), en el vídeo se renombra el programa de forma satírica a "Who Wants to Be Filthy Fucking Rich?" (¿Quién quiere ser jodidamente rico?). Durante la grabación del vídeo, Moore fue detenido por la policía durante una hora, y la Bolsa de Nueva York cerró sus puertas durante medio día debido a la concentración de la multitud que se reunió para ver la filmación. Al final del vídeo, se cita al político Gary Bauer del partido republicano de EE. UU. indicando que "a band called 'The Machine Rages On' - er - 'Rage Against the Machine', that band is anti-family and it's pro-terrorist," (el grupo llamado 'The Machine Rages On' - er - 'Rage Against the Machine', es un grupo antifamilia y pro-terrorista).